# Mai 1874

## Événements
- 14 au 15 mai, Canada : l'Université McGill affronte l'Université Harvard dans 2 parties de football. Ces parties inaugurent le football universitaire.
- 15 mai, France : une loi interdit le travail des enfants âgés de moins de 13 ans et réglemente le travail des femmes en France.
- 19 mai, France : loi créant l’inspection du travail, interdisant le travail des enfants de moins de douze ans, avec une limite à 6 heures par jour[1].

## Naissances
- 2 mai : Jeanne Darlays, née Ziegler, cantatrice († 5 septembre 1958).
- 4 mai : Bernhard Hoetger, sculpteur et peintre allemand († 18 juillet 1949).
- 6 mai : Vulcana
- 8 mai : Pierre-Marie Gourtay, évêque catholique français, vicaire apostolique de Cayenne († 16 septembre 1944).
- 9 mai : Howard Carter, archéologue et égyptologue britannique († 2 mars 1939).
- 14 mai : Fernand Sabatté, peintre français († 22 octobre 1940).
- 20 mai : Raoul Heinrich Francé, botaniste, microbiologiste et philosophe de la nature austro-hongrois († 3 octobre 1943).
- 23 mai : Ephraim Moses Lilien, photographe, illustrateur et graveur Art nouveau allemand († 18 juillet 1925).

## Décès
- 7 mai : Józef Szafranek (né en 1807), homme politique polonais
- 23 mai : Sylvain Van de Weyer, homme politique belge (° 19 janvier 1802).